# Király-kúti-sziklaüreg
A Király-kúti-sziklaüreg Magyarország megkülönböztetetten védett barlangjai között volt. A Bükki Nemzeti Parkban lévő Miskolcon található. Régészeti leletek kerültek elő belőle.

## Leírás
A bükk-fennsíki Kis-fennsíkon, a Forrás-völgy egyik déli, a Dolka-tető és a Bedő Albert-hegy között húzódó, névtelen oldalvölgyében helyezkedik el. A Király-kúti-sziklaodú és a Büdös-pest mellett nyílik. Viszonylag tág, eredeti bejáratát egy nagyméretű és több, kisebb omladéktömb választja ketté. Az északi bejárat völgyoldalban, hat–nyolc méter magas sziklafal tövében, erdőben található. 1,1 méter széles, 0,8 méter magas, természetes jellegű, szabálytalan alakú és lejtő tengelyirányú. A déli bejárat völgyoldalban, hat–nyolc méter magas sziklafal tövében, erdőben található. 2 méter széles, 1,1 méter magas, természetes jellegű, szabálytalan alakú és lejtő tengelyirányú.
Megközelíthető a miskolci Majális park nevű buszvégállomás felől, az Ampullagyárnál induló, piros kereszt turistajelzésen, a Forrás-völgyön kelet felé haladva. Körülbelül egy kilométer után, a Kecske-lyuk nagyméretű bejáratát jobbra elhagyva egy déli oldalvölgy csatlakozik be, melyen a piros négyszög turistajelzés vezet felfelé. A völgytalptól körülbelül 100 métert haladva egy fán piros barlang jelzés látható, amely keskeny, meredek ösvényen felvezet a mellékvölgy nyugati oldalába. Ahol a meredek ösvény eléri a sziklafalat a barlangjelzés jobbra vezet tovább, a Büdös-pesthez. A Király-kúti-sziklaüreghez azonban bal kéz felé, meredeken felfelé kell tovább kapaszkodni, és néhány méter megtétele után el is érhető a barlang.
A barlang triász mészkőben, tektonikus repedés mentén, a kifolyó víz hatására képződött. Jelenleg hidrológiailag inaktív. Egykori forrásbarlang jellegét támasztják alá a barlang szépen oldott falai, valamint a kereszthasadék mennyezetén megfigyelhető, körülbelül egy méter hosszú, arasznyi széles, szépen oldott mennyezeti csatorna.
Az omladéktömbök között bemászva egy lapos, széles, enyhén befelé lejtő üregbe lehet érni. Felállni csak beljebb lehet benne, egy a barlang szélességét átívelő kereszthasadékban, az első néhány méteren magassága általában nem haladja meg az egy métert. A kereszthasadék a terem végén egy szűk, alacsony járatban folytatódik, amely a továbbjutás reményében meg lett bontva. A barlang egyszerű térformájú, vízszintes lejtésviszonyú és jellemző szelvénytípusa a szabálytalan szelvény. Mennyezeti csatorna, cseppkő bekérgezés, bocskoros cseppkő, cseppkő lefolyás, függőcseppkő, galléros cseppkő, farkasfogas cseppkőzászló, montmilch és borsókő figyelhető meg benne. A barlang nyilvántartott régészeti lelőhely, régészeti lelőhely-azonosító száma 23912.
1977-ben volt először Király-kúti-sziklaüregnek nevezve a barlang az irodalmában. Előfordul a barlang az irodalmában Király-kuti-sziklaüreg (Bertalan, Schőnviszky 1976) Királykuti sziklaüreg (Kadić 1932), Királykúti sziklaüreg (Schőnviszky 1937) és Névtelen barlang (T. Dobosi 1974) neveken is.

## Kutatástörténet
Sebős Károly egy munkás segítségével, 1931-ben kutatta át a barlangot. Az 1937. évi Turisták Lapjában az olvasható, hogy Hámor határában, a Király-kúti-sziklaodú és a Büdös-pest mellett található. Kétnyílású, alacsony, kis üreg. Ásatásakor díszítés nélküli cserépedény-töredékek és néhány állati csontmaradvány került elő. Kadić Ottokár 1952-ben befejezett kéziratában az van írva, hogy sziklák között el van rejtve és emlőscsontok kerültek elő belőle. 1973-ban, Saád Andor bejelentése alapján, T. Dobosi Violáék rövid leletmentést végeztek a sziklaüregben. Ekkor cserepek és egy pleisztocén, legömbölyített, kisméretű égett csont kerültek elő.
Az 1973–1974. évi Karszt- és Barlangkutatásban megjelent Bibliographia spelaeologica hungarica barlangnévmutatójában szerepel a Bükk hegységben lévő Hámoron található barlang Király-kuti-sziklaüreg néven. A barlangnévmutatóban meg van említve 1 irodalmi mű, amely foglalkozik a barlanggal. A Bertalan Károly által írt, 1976-ban befejezett kéziratban az olvasható, hogy a Király-kuti-sziklaüreg a Bükk hegységben, a miskolci Hámoron, a Büdöspest-szikla K-i oldalában, a Király-kúti-sziklaodúnál magasabban, sziklafal aljában, törmelékben nyílik. Két nyílású és törmelékes kis üreg. Gyakran látogatják turisták a kb. 4–5 m hosszú és 3–4 m mély barlangot. Régészeti leletmentő ásatás volt benne. A kézirat barlangra vonatkozó része 2 irodalmi mű alapján lett írva.
Az 1977-ben kiadott, Bükk útikalauz című könyvben meg van ismételve az 1937-es leírás. 1982-ben Kárpát József felmérte és rajzolta meg alaprajzi barlangtérképét három keresztszelvénnyel, amely 1:100 méretarányban lett szerkesztve. A barlang használatáról, és a benne felhalmozott rengeteg szemétről az 1982-es kataszteri felmérés is tanúskodik. A felméréskor egy ismeretlen nevű, egykori barlangkutató lakott benne, aki 1985 telén fagyhalált halt a barlangban. A remetéről fénykép is található a barlang kataszteri dossziéjában.
Az 1984-ben megjelent, Magyarország barlangjai című könyv országos barlanglistájában szerepel a Bükk hegységben lévő barlang Király-kúti-sziklaüreg néven. A listához kapcsolódóan látható az Aggteleki-karszt és a Bükk hegység barlangjainak földrajzi elhelyezkedését bemutató 1:500 000-es méretarányú térképen a barlang földrajzi elhelyezkedése. 2008-ban Egri Csaba készítette el a barlang fénykép-dokumentációját. A barlang 1982-ben rajzolt alaprajz térképén be lettek jelölve a fényképek készítésének helyei és a fényképezés iránya. A barlang 2008-ban írt állapotfelvételi kéziratában az olvasható, hogy a barlang 11,5 m hosszú, nincs magassága, 2 m mély, függőleges kiterjedése 2 m és vízszintes kiterjedése 11,5 m. Sajnos, az antropogén használat nyoma (a behordott sok szemét és tűzifa) nagyon látszik a barlangban. A barlangban még néhány évvel azelőtt is rengeteg szemét volt. Ehhez képest a barlangot viszonylag rendben, kitakarítva találták, de még így is sok szemét maradt, vagy keletkezett benne újra, főleg a barlang északi fala menti szűk részben, illetve a terem közepén található, kövekkel borított szemétkupac formájában.
A Bükki Nemzeti Park Igazgatóság működési területén, a Bükk hegységben elhelyezkedő és 5363/47 kataszteri számú Király-kúti-sziklaüreg, 2006. február 28-tól, a környezetvédelmi és vízügyi miniszter 8/2006. KvVM utasítása szerint, megkülönböztetett védelmet igénylő barlang. 2013. augusztus 12-től a belügyminiszter 43/2013. (VIII. 9.) BM rendelete szerint a Borsod-Abaúj-Zemplén megyei, miskolci, 5363-47 barlangkataszteri számú és 23912 lelőhely-azonosítójú Király-kúti-sziklaüreg régészeti szempontból jelentős barlangnak minősül.